# Giardino Elisa
Il giardino Elisa si trova a Lucca in via Elisa 54, nel centro storico.
L'intento dei costruttori era quello di ricreare in scala ridotta, proporzionalmente alla città di provincia, gli effetti della Rue de Rivoli parigina, per allietare la duchessa Elisa Baciocchi. Il progetto, nato assieme al complesso della nuova via Elisa, venne approvato il 23 giugno 1812.
Il giardino occupa uno spazio stretto e lungo di forma pressoché triangolare, a corredo di palazzo Froussard, oggi Sodini, che fa parte delle costruzioni sull'emicilio davanti a porta Elisa.
Un alto muro di cinta delimita l'area, privo di aperture verso l'esterno. Il disegno delle aiuole venne modificato perdendo la corrispondenza tra la facciata interna del palazzo, di andamento curvilineo, e la parte terminale del giardino di analoga forma, che formava una simmetria in prospettiva. I parterre avevano un andamento rettangolare con vialetti.
Oggi il giardino è invece attraversato da un viale di proporzioni maggiori lungo il muro est, dal quale partono percorsi secondari. Una zona di sosta, con vasca mistilinea, rappresenta il culmine dell'impianto. Le specie vegetali furono aggiunte nei secoli, arricchendo il corredo iniziale piuttosto rigido nella selezione. Oggi vi si trovano un grande cedro del Libano, due magnolie, un leccio e altre piante, cespugli e siepi.
La parte finale del giardino si trova a una quota più elevata, con una serie di gradoni ai margini che colmano il dislivello, caratterizzati da siepi di alloro formanti una sorta di "corrimano verde".